# بيلاديري
بيلاديري هي مدينة من مدن هايتي. يبلغ عدد سكانها 60,239 نسمة وذلك حسب إحصائيات سنة 2003. يبلغ ارتفاع المدينة عن سطح البحر قرابة 400 متر.